# 8th & Ocean
8th & Ocean es un reality show producido por MTV Networks y transmitido MTV de Estados Unidos, así como por otras cadenas de MTV en el mundo, como MTV Latinoamérica y MTV España. Se estrenó en Estados Unidos el 7 de marzo de 2006 y en Latinoamérica el 31 de marzo del mismo año. El nombre del show se deriva de la intersección de las calles 8th Street y Ocean Dr. en Miami EE. UU..
El show trata sobre la vida de diez modelos que conviven juntos en la ciudad de Miami, EE. UU., y los problemas que conlleva esta relación.

## Participantes
- Adrian Rozas
- Briana Hicks
- Britt Koth
- Kelly Aldridge
- Sabrina Aldridge
- Sean Poolman
- Talesha Byrd
- Teddy John
- Tracie Wright
- Vinci Alonso